# روبي كوبيرن
روبي كوبيرن (بالإنجليزية: Robbie Coburn)‏ هو شاعر أسترالي، ولد في 25 يونيو 1994 في ملبورن في أستراليا.